# Résolution 307 du Conseil de sécurité des Nations unies
Membres permanents
- Chine
- États-Unis
- France
- Royaume-Uni
- URSS

Membres non permanents
- Argentine
- Burundi
- Belgique
- Italie
- Japon
- Nicaragua
- Pologne
- Sierra Leone
- Somalie
- Syrie

Résolution no 306 Résolution no 308
La résolution 307 du Conseil de sécurité des Nations unies est adoptée à 13 voix contre zéro lors de la 1 621e séance du Conseil de sécurité des Nations unies le 21 décembre 1971, après avoir entendu les déclarations de l'Inde et du Pakistan, le Conseil a exigé qu'un cessez-le-feu durable soit observé jusqu'à ce que des retraits puissent avoir lieu pour respecter la ligne de cessez-le-feu au Jammu-et-Cachemire. Le Conseil a également demandé une aide internationale pour soulager les souffrances et assurer la réhabilitation des réfugiés ainsi que leur retour dans leur pays d'origine et a demandé au secrétaire général de le tenir informé de l'évolution de la situation.
La résolution a été adoptée par 13 voix contre zéro ; la république populaire de Pologne et l'Union soviétique se sont abstenues de voter.

### Sources
- (en) Cet article est partiellement ou en totalité issu de l’article de Wikipédia en anglais intitulé « United Nations Security Council Resolution 307 » (voir la liste des auteurs).

### Texte
- Résolution 307 Sur fr.wikisource.org
- Résolution 307 Sur en.wikisource.org